# Echinomuricea spinosa
Echinomuricea spinosa is een zachte koraalsoort uit de familie Plexauridae. De koraalsoort komt uit het geslacht Echinomuricea. Echinomuricea spinosa werd in 1899 voor het eerst wetenschappelijk beschreven door Hiles. 